# Hanni und Nanni (Fernsehserie)
Hanni und Nanni (japanisch おちゃめなふたご クレア学院物語 Ochame na Futago: Kurea Gakuin Monogatari, dt. „Schelmische Zwillinge – Clare-Schulgeschichten“) ist eine Anime-Fernsehserie aus dem Jahr 1991. Sie basiert auf der gleichnamigen Romanreihe von Enid Blyton.

## Handlung
Für die Zwillinge Hanni und Nanni steht ein Schulwechsel an. Während ihre Freunde auf ein Luxusinternat gehen, werden Hanni und Nanni von ihren Eltern ins Internat St. Clare’s geschickt. Die Zwillinge nehmen sich zunächst vor St. Clare’s nicht zu mögen und die Schule so schnell wie möglich zu verlassen. Doch schon bald lernen sie ihre neue Schule lieben und erleben gemeinsam mit ihren Freundinnen viele Abenteuer.

## Übersicht
Die 26-teilige Animeserie wurde vom Animationsstudio Tokyo Movie produziert und in Japan vom 5. Januar bis 2. November 1991 auf Nippon TV ausgestrahlt.
Sie basiert auf der gleichnamigen Romanreihe von Enid Blyton. Während die deutschen Bücher stark von den englischen Originalromanen abweichen, stimmt die Handlung der Serie größtenteils mit den englischsprachigen Romanen überein.
Neben Ausstrahlungen in Japan und Deutschland wurde die Serie unter anderem auch in Italien auf Italia 1, in Portugal auf RTP2, Frankreich, Spanien und auf den Philippen gezeigt.

### Deutschsprachige Veröffentlichungen
Die Pilotfolge von Hanni und Nanni wurde in Deutschland erstmals am 11. August 1997 beim Kinderkanal ausgestrahlt. Vom 17. Oktober bis 24. November 1997 folgte die komplette Staffel der Serie.
In Deutschland wurden die ersten acht Folgen der Serie vom 26. Februar 2007 bis 14. Januar 2008 von der Universum Film GmbH auf DVD veröffentlicht. Es erschienen vier DVDs mit jeweils zwei Folgen. Diese wurden 2017 vom Film- & Hörspielverlag PIDAX überarbeitet. PIDAX hat zwei deutschsprachige DVD-Boxen mit allen 26 Folgen veröffentlicht. Beide DVD-Boxen haben jeweils 13 Folgen auf 2 DVDs. Die Serie ist digital bei Amazon Prime Video verfügbar.

## Synchronisation
| Rolle (jp./dt.)                      | Japanischer Sprecher (Seiyū) | Deutscher Sprecher    |
| ------------------------------------ | ---------------------------- | --------------------- |
| Patricia O’Sullivan/Hanni O’Sullivan | Eriko Hara                   | Dascha Lehmann        |
| Isabell O'Sullvian/Nanni O’Sullivan  | Noriko Hidaka                | Giuliana Jakobeit     |
| Doris Elward                         | Sanae Miyuki                 | Ilona Otto Uschi Hugo |
| Mademoiselle                         | Yoshiko Yamamoto             |                       |
| Kathleen Gregory                     | Miki Narahashi               | Katja Strobel         |
| Hilary Wentworth                     | Sumi Shimamoto               | Marie Bierstedt       |
| Janet Robbins                        | Hiroko Emori                 | Natascha Rybakowski   |
| Alison O’Sullivan                    | Kazue Ikura                  | Manja Doering         |
| Winifred James                       | Keiko Han                    | Debora Weigert        |
| Miss Roberts                         | Minori Matsushima            | Sonja Deutsch         |
| Vera Johns                           | Emi Shinohara                | Angela Ringer         |
| Miss Theobald                        | Junko Midori                 | Hannelore Minkus      |
| Belinda Towers                       | Omi Minami                   | Bianca Krahl          |
| Gladys Hillman                       | Kayoko Kawahara              | Sonja Spuhl           |
| Miss Kennedy                         | Yumi Nakatani                | Arianne Borbach       |
| Miss Lewis                           | Yuko Kobayashi               | Andrea Loewig         |
| Miss Walker                          | Tomiko Suzuki                | Silvia Mißbach        |
| Sheila Neyler                        | Kae Araki                    | Marie Bierstedt       |
| Mr. O’Sullivan                       | Keaton Yamada                | Jan Spitzer           |
| Mrs. O’Sullivan                      | Kumiko Hironaka              | Katharina Koschny     |
| Mr. Wentworth                        | Tesshō Genda                 | Frank-Otto Schenk     |
| Mrs. Wentworth                       | Eiko Masuyama                | Gabrielle Scharnitzky |
| Mrs. Neyler                          | Ai Satō                      | Luise Lunow           |

## Figuren

### Die Klasse der Zwillinge
- Hanni und Nanni O’Sullivan sind Zwillinge. Während sie zunächst sehr eingebildet wirken, zeigen sie später ein sehr rücksichtsvolles, empathisches Verhalten. Sie setzen sich stets für ihre Mitmenschen ein und versuchen so gut es geht zu helfen.

- Kathleen Gregory ist ein schüchternes Mädchen. Da ihre Mutter verstorben ist und ihr Vater in den Vereinigten Staaten lebt, wohnt Kathleen bei ihrer Tante. Sie ist eine der besten Freundinnen der Zwillinge. In der Serie ist sie die Schülerin, die am meisten mit den Zwillingen unternimmt.

- Hilary Wentworth ist die Klassensprecherin und Klassenbeste aus Hanni und Nannis Klasse. Ihr Vater leitet eine Blindenschule. Hillary bewundert ihren Vater und eifert diesem nach. Sie möchte ebenfalls Lehrerin werden. Hillarys Bruder Jeff ist vor 2 Jahren bei einem Unfall gestorben.

- Doris Elward ist nicht so gut in der Schule. Allerdings kann sie durch ihre künstlerischen Fähigkeiten, wie zum Beispiel dem Clownstanz, punkten.

- Janet Robbins sagt immer gleich, was sie denkt und ist für die Schulstreiche zuständig. Da Janet und Hanni über ein ähnliches Temperament verfügen, geraten sie häufiger in einen Konflikt, vertragen sich aber schnell wieder.

- Alison O’Sullivan ist die Cousine der Zwillinge und geht ab deren zweiten Schuljahr auch in dieselbe Klasse.

- Vera Johns ist sehr gut im Theaterspielen und wird daher gerne in Hauptrollen gesehen.

- Sheila Neyler stammt aus einer ursprünglich armen Familie. Ihrem Vater gelingt es jedoch, viel Geld zu verdienen. Da andere die Familie abwertend als neureich bezeichnen, hat Sheila Angst, dass ihre Mitschülerinnen sie ebenso behandeln, wenn sie von ihrem Schicksal erfahren. Daher gibt Sheila mit ihrem Reichtum an, was die Schülerinnen jedoch nervt.

- Joan ist eine sehr gute Schülerin, nur im Sportunterricht hat sie ein wenig Schwierigkeiten.

### Die Oberstufenschülerinnen
- Winifred James ist die Schulsprecherin.

- Belinda Towers ist eine gute Sportlerin. Sie ist die Kapitänin der Schulmannschaft. Belinda wird als sehr temperamentvoll, aber fair beschrieben.

- Rita Jones ist in der Oberstufe und gefürchtet für ihr unberechenbares Temperament.

- Pamela Boardman ist eine gute Freundin und Mitschülerin von Belinda Towers.

- Madeline ist die schönste Schülerin im Internat und in der fünften Klasse. Sie achtet bei sich selbst und anderen Menschen nur auf das Äußere. Außerdem überzeugt sie Allison, eine Diät zu machen.

- Margot ist eine Schülerin des fünften Jahrgangs, die sich dem Wahrsagen widmet.

- Tessie ist eine Schülerin des zweiten Jahrgangs. Genau wie Janet macht sie gerne Streiche.

- Kathy George ist in der Oberstufe und in derselben Klasse wie Rita.

### Das Personal von St. Clare
- Miss Theobald ist die Direktorin von St. Clare.

- Miss Felicia Roberts ist die Klassenlehrerin der Zwillinge.

- Mademoiselle ist die strenge, aber auch sehr liebenswerte Französischlehrerin auf St. Clare. Hanni und Nanni nennen sie Mademoiselle Schrecklich, da Mademoiselle so oft schrecklich sagt.

- Miss Kennedy ist eine freundliche Geschichtslehrerin. Sie hat die Vertretung für ihre Freundin und Lehrerin Miss Lewis übernommen, kann sich aber nicht bei ihren Schülerinnen durchsetzen.

- Miss Lewis ist eine sehr junge Geschichtslehrerin. Sie kehrt nach langer Krankheit zur Schule zurück und setzt sich sehr für ihre Schülerinnen ein.

- Miss Walker ist die Kunstlehrerin der Schule. Hanni und Nanni sind von Anfang an gut in ihrem Unterricht.

- Gladys Hillman arbeitet als Küchenmädchen in St. Clares, um Geld für ihre Familie zu verdienen. Sie möchte Olympiakandidatin werden.

- Die Wirtschaftlerin ist für die Schülerinnen verantwortlich, wenn diese krank sind. Außerdem kontrolliert sie die Koffer der Schülerinnen und sorgt dafür, dass diese alles in Ordnung halten.

### Weitere Figuren
- Binks ist der Hund von Kathleen. Kathleen rettet ihn, nachdem er angeschossen wurde. Binks lebt einige Zeit auf St. Clare.

- Mr. und Mrs. O’Sullivan sind die Eltern der Zwillinge. Mr. O’Sullivan arbeitet als Anwalt.

- Jimmy Brown ist Künstler in einem Zirkus. Hanni, Nanni, Janet und Kathleen verlieben sich in ihn. Besonders intensiv hat es Janet erwischt. Sie schreibt ihm noch lange nach ihrem Treffen Liebesbriefe.

- Mr. Sydney ist Wissenschaftler an der Universität in Oxford.

- Tim Green und Mary leben auf der Insel St. Hilda. Nachdem ihre Lehrerin und Tims Mutter verstorben ist, haben sie niemanden mehr der sie unterrichtet. Sie reisen nach St. Clare, um dort nach einer Lehrerin zu suchen.

- Kelly ist ein kranker Junge, der sich sehr einen Hund wünscht. Daher behauptet er, Binks sei sein Hund.

- Miss Marple ist Miss Kennedys Lehrerin, die sich während Miss Kennedys Kindheit sehr um diese kümmerte. Sie ist eine Inspiration für Miss Kennedy.

- John arbeitet im Schreibwarengeschäft. Sheila hat sich in ihn verliebt.

- Steven arbeitet als Lehrling in einer Holzwerkstatt. Er fertigt eine Holzschachtel für Doris, Vera und Hanni an.

## Episodenliste
| Nr. | Deutscher Titel                                         | Originaltitel                   | Erstausstrahlung Japan | Deutschsprachige Erstausstrahlung (D) |
| --- | ------------------------------------------------------- | ------------------------------- | ---------------------- | ------------------------------------- |
| 1 | 1. Wir wollen nicht nach St. Clare gehen                | Kurea Gakuin Tsu Daikirai       | 5. Jan. 1991           | 11. Aug. 1997                         |
| Hanni und Nanni sind sehr beliebt an ihrer Schule. Sie sind die besten Schülerinnen, sehr gute Sportlerinnen und Klassensprecherinnen. Doch ihre Eltern melden sie in der Schule ab und schicken sie auf ein neues Internat namens St. Clare. Hanni und Nanni wollen nicht dorthin gehen. Sie wollen lieber nach Ringmeer, eine Schule für die Kinder reicher Eltern. Ihre Eltern lassen sich jedoch nicht umstimmen. Dort angekommen ecken Hanni und Nanni mit ihrem arroganten Verhalten bei ihren Mitschülerinnen an. Außerdem müssen sie sich an ein weniger luxuriöses Leben gewöhnen. Während sie in ihrer alten Schule Dienstmädchen oder Näherinnen hatten, müssen Hanni und Nanni auf St. Clare alles selbst erledigen. Auch ihre Wohnsituation ist anders: Anstatt einen Raum für sich alleine zu haben, müssen sie im Schlafsaal mit mehreren Mädchen leben. |                                                         |                                 |                        |                                       |
| 2 | 2. Ein guter Schuss, Hanni                              | Mite! Watashi No Rakurosu       | 12. Jan. 1991          | 20. Okt. 1997                         |
| Während Hanni und Nanni in der alten Schule die Schulbesten waren, müssen sie nun erkennen, dass sie dem Schulstoff auf St. Clare’s hinterherhinken. Außerdem müssen sie lernen, mit den Regeln und Gewohnheiten auf St. Clare zurechtzukommen. So sehen sie es zum Beispiel nicht ein, kleine Aufgaben für die Schülerinnen des Abschlussjahrgangs zu erledigen. Das führt zu Konflikten. Als Hanni die Aufgaben für Belinda nicht erledigen will, erklärt diese, dass Hanni nun das Schulgelände nicht mehr verlassen darf. Hanni geht als Nanni verkleidet trotzdem in die Stadt. Belinda nimmt Hanni trotz ihres Verhaltens in die Schulmannschaft auf. Hanni erkennt, dass sie sich falsch verhalten hat. Sie entschuldigt sich bei Belinda. |                                                         |                                 |                        |                                       |
| 3 | 3. Ärger mit Mademoiselle                               | Nageki No Madomoazeru           | 19. Jan. 1991          | 21. Okt. 1997                         |
| Hanni und Nanni haben Schwierigkeiten im Französischunterricht. Daher verlangt ihre Französischlehrerin Mamsell, dass sie einen Aufsatz noch einmal neu schreiben, und ihr diesen nach dem Abendessen bringen sollen. Hanni und Nanni haben jedoch Kinotickets und entscheiden sich, lieber ins Kino zu gehen. Den Aufsatz schreiben sie während ihre Mitschülerinnen schon schlafen. Als sie ihn sehr spät abgeben, ist die Direktorin bei Mamsell im Zimmer. Die Direktorin und Mamsell erkennen Hannis und Nannis Probleme und bieten ihnen Nachhilfe an. Durch die Nachhilfestunden werden Hanni und Nanni endlich besser und erkennen, dass Mamsell gar nicht so übel ist, wie sie dachten. |                                                         |                                 |                        |                                       |
| 4 | 4. Die arme Miss Kennedy                                | Itazura Janetto                 | 26. Jan. 1991          | 22. Okt. 1997                         |
| Die Geschichtslehrerin Miss Kennedy wird von ihren Schülerinnen nicht ernst genommen. Die Schülerinnen passen im Unterricht nicht auf, stören und spielen Streiche. Nur Nanni hat Mitleid mit ihrer Lehrerin. Eines Abends trifft sie diese im Flur. Miss Kennedy berichtet ihr davon, wie gerne sie ihren Schülern etwas beibringen würde. Außerdem hat sie Angst, ihre Freundin Miss Lewis zu enttäuschen. Sie hatte deren Unterricht als Vertretungskraft übernommen und hat nun das Gefühl, den Schülerinnen nichts beigebracht zu haben. Am nächsten Tag führt eine von Hanni und Janet geplante Streichaktion dazu, dass Miss Kennedy weinend das Zimmer verlässt. Nanni ist entsetzt, berichtet ihren Freundinnen von ihrem Gespräch mit Miss Kennedy und redet diesen ins Gewissen. Die Schülerinnen entschuldigen sich und versprechen künftig im Unterricht aufzupassen. |                                                         |                                 |                        |                                       |
| 5 | 5. Das große Mitternachtsfestessen                      | Mayonaka No Patei               | 2. Feb. 1991           | 23. Okt. 1997                         |
| Die Schülerinnen planen ein Mitternachtsfest. Gleichzeitig scheinen viele Mädchen Geld zu verlieren. Kathleen, die sonst eher als geizig gilt, gibt sich plötzlich sehr großzügig. Sie steuert einiges für das Mitternachtsfest bei und gibt Janet ein teures Geschenk. Das Mitternachtsfest endet abrupt nach einem Sturz von Doris, bleibt jedoch allen in guter Erinnerung. |                                                         |                                 |                        |                                       |
| 6 | 6. Einer guten Freundin verzeiht man                    | Kawaisôna Kyasarin              | 9. Feb. 1991           | 24. Okt. 1997                         |
| Nanni und Kathleen bereiten sich auf ein Lacrosse-Spiel gegen eine Tagesschule aus der Umgebung vor. St. Clare gewinnt. Dank ihrer Großzügigkeit und ihrer guten sportlichen Leistungen kommt Kathleen viel besser bei ihren Mitschülerinnen an und wird von diesen umjubelt. Eines Tages wird Kathleen jedoch von Rita beim Klauen erwischt. Rita wendet sich an Miss Theobald. Hanni und Nanni finden die weinende Kathleen in ihrem Zimmer. Kathleen erzählt den Zwillingen, dass sie die Schülerinnen bestohlen hat. Sie erklärt, dass sie kein Geld hatte und die anderen dachten, sie sei gemein und geizig. Das gestohlene Geld half ihr, endlich großzügig zu sein. Die Zwillinge wenden sich an Miss Theobald, um Kathleen zu helfen. Miss Theobald hilft Kathleen und die Schülerinnen verzeihen Kathleen. |                                                         |                                 |                        |                                       |
| 7 | 7. Es ist nie zu spät, sich zu ändern                   | Ganbare! Kenedei Sensei         | 16. Feb. 1991          | 27. Okt. 1997                         |
| Während sich die Klasse der Zwillinge um Miss Kennedy bemüht, spielen die Mädchen aus den anderen Klassen ihr weiterhin Streiche. Miss Kennedy möchte die Schule verlassen, da sie den Schülern nichts beibringt. Die Zwillinge, Kathleen und Mamsell versuchen, Miss Kennedy zum Bleiben zu überreden und schließlich gelingt ihnen das auch |                                                         |                                 |                        |                                       |
| 8 | 8. Vier Mädchen und ein Gedanke                         | Yottsu No Purezento             | 23. Feb. 1991          | 28. Okt. 1997                         |
| Ein Zirkus ist in der Stadt. Alle Schulklassen sollen mit ihren Lehrerinnen dorthin gehen. Da im Klassenraum der Klasse von Hanni und Nanni eine Scheibe zertrümmert wird und die Schuldige sich nicht meldet, muss die gesamte Klasse zu Hause bleiben. Hanni, Nanni, Janet und Kathleen sind wütend, denn sie haben nichts mit der zertrümmerten Scheibe zu tun. Außerdem haben sie sich ein wenig in Jimmy Brown, einen Artisten im Zirkus, verliebt. Nachts schleichen sie heimlich in die Vorführung. Auf ihrem Heimweg regnet es stark. Durchnässt kommen die Freundinnen am Internat an. Sie erkälten sich und werden krank. Am nächsten Morgen erklärt Miss Roberts, dass sich diejenige, die die Scheibe zertrümmert hat, gemeldet hat und die Klasse in den Zirkus darf. Janet, Kathleen, Hanni und Nanni müssen jedoch den Abend am Krankenflügel verbringen. |                                                         |                                 |                        |                                       |
| 9 | 9. Sheilas Geheimnis                                    | Shieira No Himitsu              | 2. Feb. 1991           | 29. Okt. 1997                         |
| Sheila gibt immer wieder mit ihrem Luxuszuhause an. Das nervt die anderen Mädchen. Obwohl Sheila ihren Mitschülerinnen gesagt hat, dass ihre Mutter sie nicht in der Halbjahrespause abholen kann, steht diese plötzlich in St. Clare vor der Tür. Sheila fährt sofort mit dieser davon. Ihr ist ihre Mutter peinlich und sie will nicht, dass die anderen Schülerinnen oder die Lehrerinnen diese sehen. Auch nachdem die Eltern wieder weg sind, gibt Sheila weiter an. Janet verliert die Fassung und schreit Sheila an. Hanni erfährt, dass Sheila aus einer ursprünglich armen Familie stammt, die reich geworden ist. Da viele die Familie als neureich beschimpfen, hat Sheila Angst, dass auch die Mädchen in St. Clare auf sie herabsehen, wenn sie erfahren, dass Sheila nicht immer reich war. Sie hat nur aus einer Unsicherheit heraus angegeben. Hanni und Nanni wollen helfen. Sie unterstützen ihre Mitschülerin und bitten die anderen, nett zu ihr zu sein. Sheila geht plötzlich viel offener mit ihrer früheren Armut um und bedankt sich bei den Mädchen mit Blumen für die Hilfe. |                                                         |                                 |                        |                                       |
| 10 | 10. Kathleens Geheimnis                                 | Minnade Kôsoku Yabucchae!       | 9. März 1991           | 30. Okt. 1997                         |
| Kathleen, Hanni und Nanni finden einen angeschossenen Hund. Kathleen nimmt den Hund mit ins Internat, um für ihn zu sorgen. Als Miss Theobald von dem Hund erfährt, erlaubt sie Kathleen, diesen bis zu den Ferien im Internat zu lassen. Zu Ferienbeginn soll Kathleen ihn mit nach Hause nehmen. |                                                         |                                 |                        |                                       |
| 11 | 11. Ein Schock für Nanni                                | Izaberu Ga Kanningu!?           | 16. März 1991          | 3. Nov. 1997                          |
| Die Zwischenprüfungen stehen an. Hanni und Nanni stehen unter Druck. In ihrer alten Schule waren sie die Schulbesten und haben ihren Eltern versprochen in allen Fächern die besten zu sein. Das ist jedoch für die beiden nicht machbar und so verspricht Nanni zumindest in einem Fach die beste zu sein. Hanni und Nanni fangen an, hart zu lernen. Trotzdem schaffen sie es in vielen Fächern nur auf den neunten, zwölften oder sechsten Platz. Ihr höchster Platz ist der fünfte Platz in klassischer Literatur. Die letzte Chance ist das Geografieexamen. Den Klassenraum dürfen die Schülerinnen vorher nicht betreten, da dort die Prüfungsfragen liegen. Jedoch wissen Hanni und Nanni als Neulinge nichts davon und Nanni geht in den Raum. Sie kann nicht widerstehen und schaut sich die Fragen an. Danach hat Nanni ein schlechtes Gewissen. Jedoch waren die Fragen für eine andere Prüfung bestimmt. So kann Nanni an der Prüfung teilnehmen, ohne ein schlechtes Gewissen zu haben, oder Miss Roberts von ihren Schummeleien erzählen zu müssen. Außerdem ist Hanni schließlich die beste in der Prüfung. |                                                         |                                 |                        |                                       |
| 12 | 12. Sheilas großer Auftritt                             | Dai Pinchi! Daiyaku Ha Dare Ni  | 23. März 1991          | 4. Nov. 1997                          |
| Die Klassen wollen eine Theaterführung machen. Sheila hat keine Rolle bekommen und fühlt sich ausgeschlossen. Die Mädchen haben Mitleid und wollen Sheila miteinbeziehen. Daher schlagen sie vor, dass Sheila Souffleuse sein sollte. Als die Hauptdarstellerin ausfällt, ist Sheila die einzige, die den Text auswendig kennt und daher die Hauptrolle spielen kann. Das Theaterstück mit Sheila ist ein voller Erfolg. |                                                         |                                 |                        |                                       |
| 13 | 13. Auf Wiedersehen, Miss Kennedy                       | Sayônara Kenedei Sensei         | 30. März 1991          | 5. Nov. 1997                          |
| Die Schülerinnen von St. Clare erfahren, dass Miss Kennedy die Schule verlässt und zur Universität nach Oxford geht. Sie sind sehr traurig. Derweil kommen drei Kinder im Internat an. Sie leben auf der Insel St. Hilda und ihre einzige Lehrerin ist gestorben. Daher suchen sie nach einer neuen Lehrerin. Bisher konnte keiner ihnen helfen und auch Miss Theobald weiß keinen Ausweg. Schließlich entscheidet sich Miss Kennedy gegen ihre Stelle an der Universität in Oxford und beschließt, die Kinder auf der Insel zu unterrichten. |                                                         |                                 |                        |                                       |
| 14 | 14. Alison erhält eine Lektion                          | Shukudai Wo Moya Shichatta!     | 20. Apr. 1991          | 6. Nov. 1997                          |
| Ein neues Schuljahr beginnt. Auch Hannis und Nannis Cousine Alison soll nun nach St. Clare gehen. Hanni und Nanni sind davon nicht begeistert, da sie Allison für eitel halten. Trotzdem kümmern sie sich um Allison. Als Allison der Oberstufenschülerin Rita helfen soll ein Feuer anzuzünden, verbrennt sie aus Versehen deren Französischarbeit. Jedoch muss Rita die Arbeit am folgenden Tag abgeben. Damit sie es auch schafft, helfen ihr die Schülerinnen des Internats und Rita kann die Arbeit pünktlich fertigstellen. |                                                         |                                 |                        |                                       |
| 15 | 15. Ein aufregendes Lacrosse-Spiel                      | Suteki Na Robato Sensei         | 27. Apr. 1991          | 7. Nov. 1997                          |
| Joan ist keine gute Lacrosse-Spielerin. Jedoch soll es bald ein Turnier geben und alle müssen mitspielen. Joan täuscht vor, krank zu sein. Von der Hausmutter hört sie von einem Mädchen namens Felicia, der es ähnlich ging wie Joan. Felicia hatte eine Freundin mit Gehbehinderung, die trotz dieser Behinderung versuchte, Lacrosse zu spielen. Als Felicia das sah, begann auch sie zu trainieren und wurde besser. Joan nimmt sich die Geschichte zu Herzen. Sie trainiert mit Miss Roberts und obwohl die Mädchen letztendlich verlieren, ist Joan doch stolz auf sich, denn sie hat gut gespielt. Später erfährt sie, dass Felicia niemand anderes als Miss Roberts ist. |                                                         |                                 |                        |                                       |
| 16 | 16. Eine endlose Diskussion                             | Asa Made Tôronkai!              | 4. Mai 1991            | 10. Nov. 1997                         |
| Miss Lewis kommt zurück nach St. Clare. Währenddessen erfährt Kathleen, dass ihr Hund Binks weggelaufen ist und sie sucht. Kathleen möchte, dass er in St. Clare bleibt. Die Schülerinnen versuchen die Schulleitung und das Lehrerkollegium zu überzeugen, ihn dort wohnen zu lassen. Jedoch gibt es die Regel, dass die Schülerinnen keine Haustiere halten dürfen. Um ihren Schülerinnen zu helfen, erklärt Miss Lewis schließlich, dass sie den Hund behalten will, denn Lehrerinnen dürfen, anders als Schülerinnen, Haustiere halten. Miss Theobald willigt ein. |                                                         |                                 |                        |                                       |
| 17 | 17. Ein schrecklicher Streit                            | TanjôBi Ni Dai Genka!           | 25. Mai 1991           | 11. Nov. 1997                         |
| Die Zwillinge streiten sich über die Ausrichtung ihrer Geburtstagsparty. Sie reden kein Wort mehr miteinander. Keiner kann die beiden wieder zueinander bringen. Erst als Miss Theobald die beiden zur Gartenarbeit überredet vertragen sie sich wieder und feiern schließlich gemeinsam ihren Geburtstag. |                                                         |                                 |                        |                                       |
| 18 | 18. Janet als Wahrsagerin                               | Tarotto Uranai Dairyûkô!        | 29. Juni 1991          | 12. Nov. 1997                         |
| Janet schreibt seit einiger Zeit Liebesbriefe an den Zirkusartisten Jimmy, erhält jedoch keine Antwort. Kathleen schlägt ihr vor, zur Wahrsagerin Margot aus der fünften Klasse zu gehen. Margot erzählt Janet, dass es Jimmy gut geht, sie jedoch keine Antwort von ihm bekommen wird. Nachdem sich eine weitere Vorhersage von Margot bewahrheitet, versucht sich auch Janet als Wahrsagerin. Hanni glaubt nicht an Janets Vorhersagen und ist wütend darüber, dass ihre Mitschüler ihre Handlungen nach den Vorhersagen ausrichten. Sie gerät mit Janet aneinander. Erst ein Brand in einem Stall, bei dem Janet und Hanni die Pferde retten, schafft es, die Freundinnen wieder miteinander zu versöhnen. Als Janet einen Brief von Jimmy bekommt und somit Margots Vorhersage nicht zutrifft, gibt Janet ihre Tätigkeit als Wahrsagerin völlig auf. |                                                         |                                 |                        |                                       |
| 19 | 19. Hillarys Albtraum                                   | Mizugi De Bonjuru               | 20. Juli 1991          | 13. Nov. 1997                         |
| Hillary bewundert ihren Vater dafür, dass er eine Blindenschule aufgebaut hat. Jedoch hat sich ihr Vater verändert, nachdem Hillarys Bruder Jeff vor zwei Jahren bei einem Unfall ums Leben gekommen war. Seitdem ist er unglücklich und verzweifelt. Hillarys Vater erkrankt und zu allem Überfluss steckt er in großen finanziellen Schwierigkeiten. Er muss die Blindenschule verkaufen. Außerdem können Hillarys Eltern es sich nicht mehr leisten, Hillary nach St. Clare zu schicken. Hanni und Nanni versuchen zu helfen. Mit Hannis und Nannis Unterstützung findet das Lehrerkollegium eine Lösung. Sie richten ein Stipendium für Schülerinnen ein, die Lehrerinnen werden wollen. Hillary kann dieses beantragen und auf dem Internat bleiben. |                                                         |                                 |                        |                                       |
| 20 | 20. Das Wettschwimmen                                   | Uoka Sensei No Okurimono        | 3. Aug. 1991           | 14. Nov. 1997                         |
| Die Klassen in St. Clare treten gegeneinander im Wettschwimmen an. Auch die Klassenlehrerinnen sollen mitmachen. Da die sportliche Miss Roberts kurzfristig als Schwimmerin ausfällt, soll die unsportliche Mamsell übernehmen. Die Mädchen glauben nun gar nicht mehr an einen Sieg. Doch Mamsell überrascht sie alle und gewinnt. Mamsell war früher eine Spitzenschwimmern und kam sogar für die Olympiamannschaft in Betracht, entschied sich aber anstatt dessen, Lehrerin zu werden. |                                                         |                                 |                        |                                       |
| 21 | 21. Niemand ist perfekt                                 | Hashire! Guradeisu              | 21. Sep. 1991          | 17. Nov. 1997                         |
| Für den Kunstunterricht sollen die Schülerinnen eine Holzschachtel erstellen. Da sie, wegen der vielen anderen Hausaufgaben, nur wenig Zeit haben, lassen Doris, Vera und Hanni die Holzschachtel von einem Tischler anfertigen. Doch ihre Kunstlehrerin bemerkt es. Die Schülerinnen bitten um Entschuldigung und wollen sich künftig mehr bemühen. Außerdem erstellen sie nun ihre eigenen Holzschachteln. |                                                         |                                 |                        |                                       |
| 22 | 22. Lauf, Gladys, lauf!                                 | Atsu! Rekishi Ga Kaecchi Yau!?  | 5. Okt. 1991           | 18. Nov. 1997                         |
| Gladys ist ein Küchenmädchen am St. Clare Internat. Ihr Vater ist vor drei Jahren gestorben. Deshalb muss sie ihre Mutter, ihre Schwester und ihren Bruder finanziell unterstützen und kann nicht zur Schule gehen. Hanni, Nanni und ihre Freundinnen haben Mitleid mit ihr und wollen ihr helfen. Als Gladys krank wird übernehmen die Freunde die Spülarbeiten. Jedoch muss Gladys es trotzdem noch einmal spülen. Am nächsten Morgen nimmt Gladys an einem Marathonlauf teil. Da sie den dritten Platz erreicht, qualifiziert sie sich für einen größeren Lauf. Wenn sie diesen ebenfalls gut abschließt, wird sie Olympiakandidatin. Die Mädchen wollen sie bis zur Olympiade unterstützen. |                                                         |                                 |                        |                                       |
| 23 | 23. Ein Ausflug in die Geschichte                       | Minnade Daietto!                | 12. Okt. 1991          | 19. Nov. 1997                         |
| Die Zwillinge und ihre Freunde sollen ein altes Ritterschloss besuchen. Als sie dort ankommen sind sie enttäuscht, denn vom Schloss ist nur noch eine Ruine übrig. Plötzlich finden sich die Zwillinge in der Zeit von König Arthur wieder. Sie sehen wie Sir Meleagant Guinevere entführt und helfen Sir Lancelot diese zu befreien. Als sie wieder zurück in ihrer Zeit sind, denken die Schwestern ganz anders über den sagenumwobenen Ort. |                                                         |                                 |                        |                                       |
| 24 | 24. Wahre Schönheit kommt von innen                     | Binkusu Wo Kaeshi Te!           | 19. Okt. 1991          | 20. Nov. 1997                         |
| Allison bewundert Madelaine aus der fünften Klasse und hofft so gut auszusehen wie diese. Allison tut alles, was Madelaine ihr sagt. Außerdem beeinflusst Allison ihre Mitschülerinnen dazu, eine Diät zu machen und nur noch auf ihre Schönheit achten. Das schwächt die Mädchen beim Lacrosse-Spiel. Sie drohen zu verlieren, doch Allison kommt zur Besinnung und rettet das Spiel gemeinsam mit Kathleen. St. Clare gewinnt sehr knapp. |                                                         |                                 |                        |                                       |
| 25 | 25. Viel Aufregung um Binks                             | Arigatô Kurea Gakkô             | 26. Okt. 1991          | 21. Nov. 1997                         |
| Ein Junge namens Kelly erscheint in St. Clare, behauptet, dass Kathleens Hund Binks ihm gehört und nimmt ihn mit. Hanni und Nanni besuchen den Jungen zu Hause. Von den Eltern erfahren sie, dass Kellys Geschichte nicht stimmt und Kelly schwer krank ist. Kelly darf aufgrund seiner Krankheit keine Freunde haben und wünscht sich einen Hund. Daher beschließt Kathleen schweren Herzens den Hund bei Kelly zu lassen. Wenig später muss Kelly, wegen einer für ihn notwendigen Operation, in die Schweiz gehen. Er gibt Binks an Kathleen zurück und seine Eltern versprechen ihm einen neuen Hund. |                                                         |                                 |                        |                                       |
| 26 | 26. Wir lernen nicht für die Schule, sondern fürs Leben | Obrigada colégio de Santa Clara | 2. Nov. 1991           | 24. Nov. 1997                         |
| Hanni und Nanni sollen für St. Clare zum Redewettbewerb nach London gehen. Sie sollen zum Thema „Der Traum unseres Lebens“ referieren. Doch den Zwillingen fällt zunächst nichts zu diesem Thema ein und sie beginnen sich zu streiten. Schließlich erkennen sie, dass sie sich beide wünschen wie der jeweils andere zu sein. Nanni möchte so lustig, aufgeweckt, heiter und unbeschwert wie Hanni sein. Hanni hingegen wünscht sich so wie Nanni zu sein: Freundlich, aufrichtig, herzlich, mitfühlend und geduldig. Erst nachdem die Zwillinge sich damit auseinandergesetzt haben, kommen sie auf ihr eigentliches Vortragsthema. Sie sagen, dass sie noch keinen Lebenstraum haben. Als sie mit diesem Vortrag anfangen, beginnen die Leute zu lachen. Doch Kathleen rennt vor die Bühne. Sie erzählt wie die Zwillinge ihr geholfen haben, als sie beim Klauen erwischt wurde. Auch Hillary setzt sich für die Zwillinge ein und erzählt ihre Geschichte. Die anderen Schüler bitten das Publikum, Hanni und Nanni fortfahren zu lassen. Hanni und Nanni erklären, dass sie erst so schnell wie möglich von St. Clare weg wollten und erzählten von den „46 kleinen Wundern“, die sie zum Bleiben bewogen. Sie berichten von ihren Erlebnissen mit den Schülerinnen, Lehrerinnen und der Direktorin und erzählen, dass sich ihr Traum noch entwickeln muss. Die Leute sind begeistert. |                                                         |                                 |                        |                                       |

## Rezeption

### Kritiken
Die Kritiken zu der Serie waren überwiegend positiv. So wurden unter anderem die authentische Darstellung des strengen, englischen Internatsalltags gelobt. Kyoko von Pummeldex findet die Animeumsetzung gut gelungen und glaubt, dass diese besonders jüngere Animefans überzeugen kann. Maxedl beschreibt die Serie als unterhaltsam, aber ohne großen Anspruch. Die Fuenf Freunde Fanpage findet gut, dass sich die Fernsehserie sehr nah an den Büchern orientiert. So entsprächen zwei Kapitel in einem Buch ungefähr einer Serienfolge. Auch die Beschreibungen im Buch seien liebevoll in die Bilder integriert worden. DVD Anime glaubt, dass Hanni und Nanni eine liebenswerte, familiäre Serie sei. Die Geschichten würden gut erzählt und die Gestaltung der Serie sei gut gelungen. Die Figuren würden im Allgemeinen gut funktionieren. Jede Figur würde mit ihren eigenen kleinen Geschichten, Stärken und Fehlern realitätsnah dargestellt. Besonders toll sei es das Leben der Zwillinge und ihren Freunden in ihrem Alltag mit Freud und Leid verfolgen zu können. Hanni und Nanni sei eine schöne Serie, die ein breites Publikum ansprechen könne, insbesondere Familien. Janina Bembenek von der Bild Zeitung findet, dass Hanni und Nanni eine „absolut tolle Girl-Power-Serie“ ist. Sie setzte die Titelmelodie der Serie auf den Platz 11 ihrer Liste von „25 Titelmelodien, die Kinder der 90er nie vergessen werden“.